# Állatok mozgása
Az állatok, a növények többségével ellentétben rendelkeznek a helyváltoztatás képességével.

## Mozgás

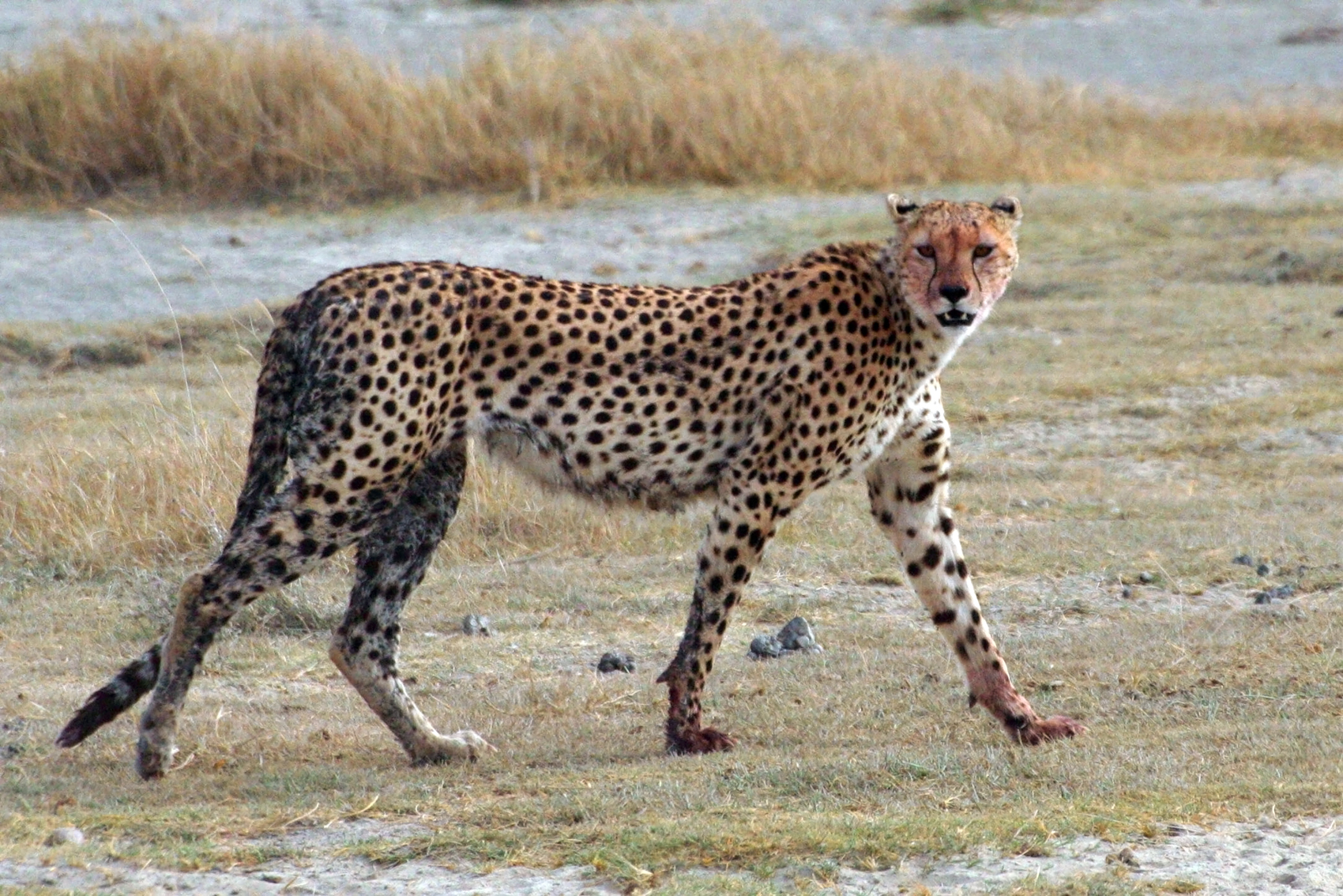
Sétáló gepárd

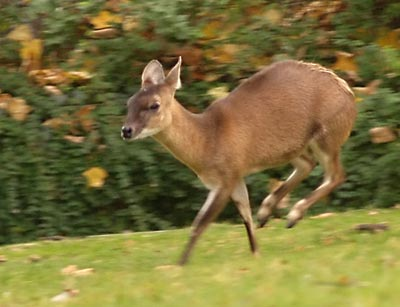
Futó négyszarvú antilop

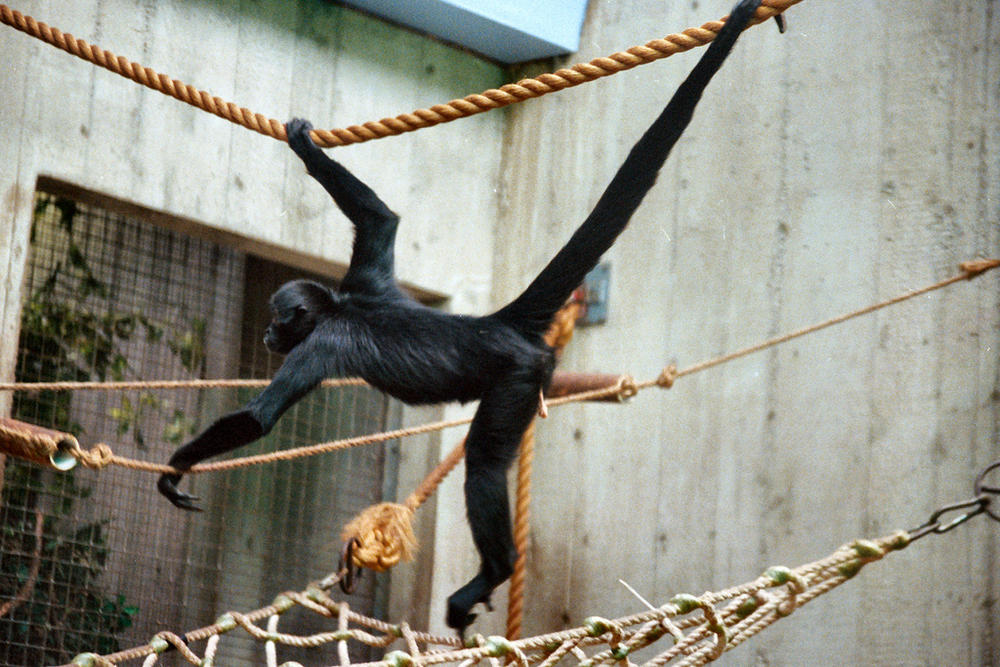
Brachiáló barnafejű pókmajom

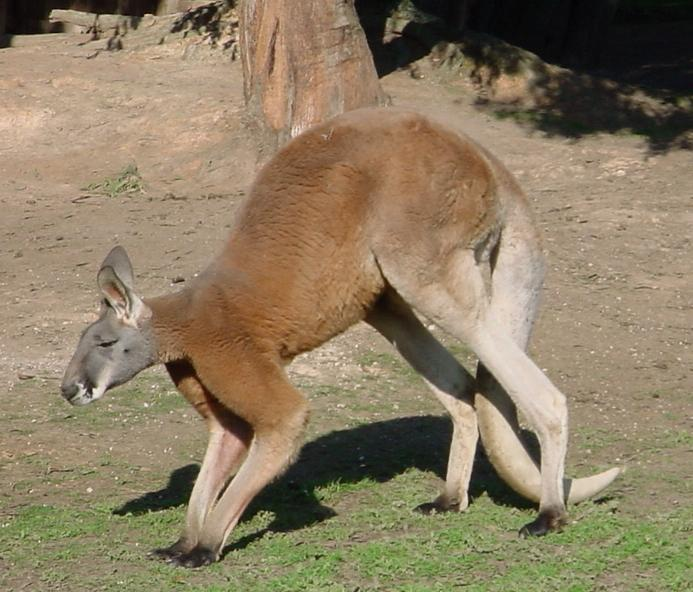
Ugráló vörös óriáskenguru

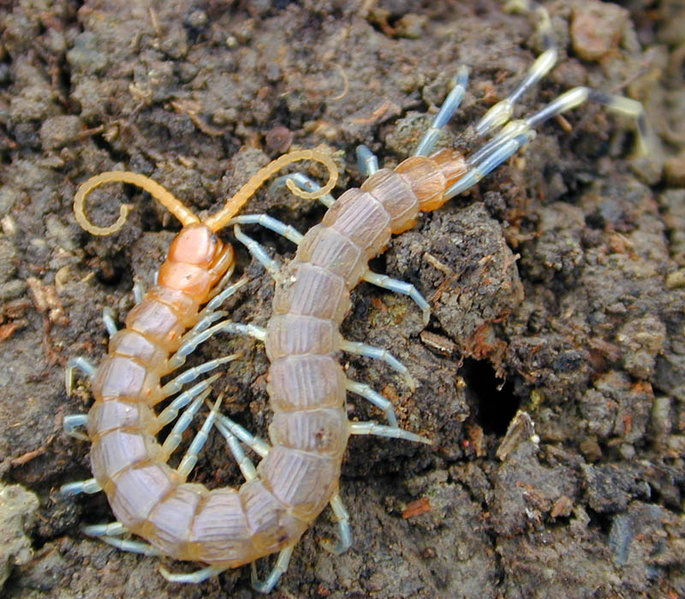
Százlábon is lehet közlekedni

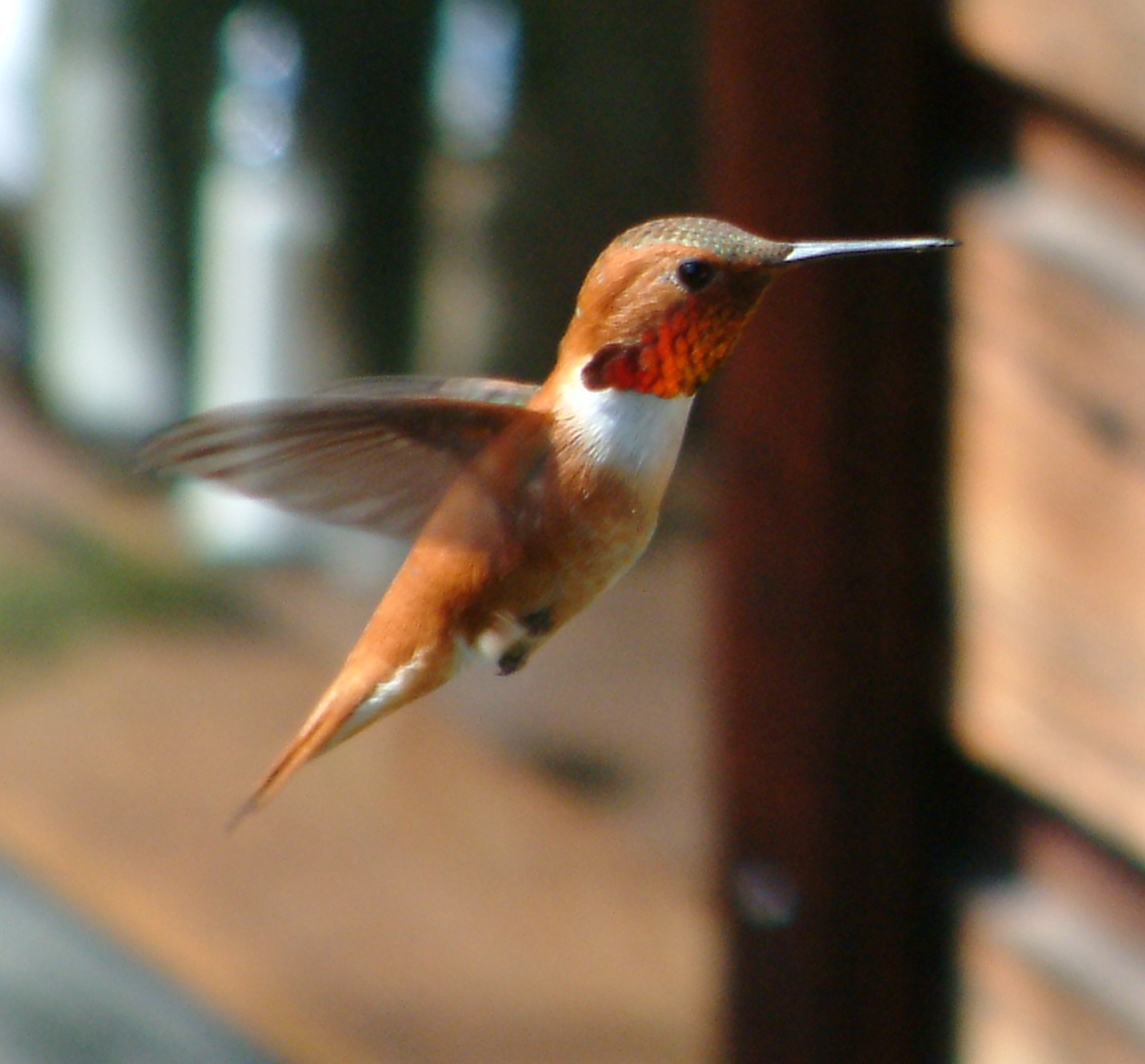
Egyhelyben szitáló kolibri

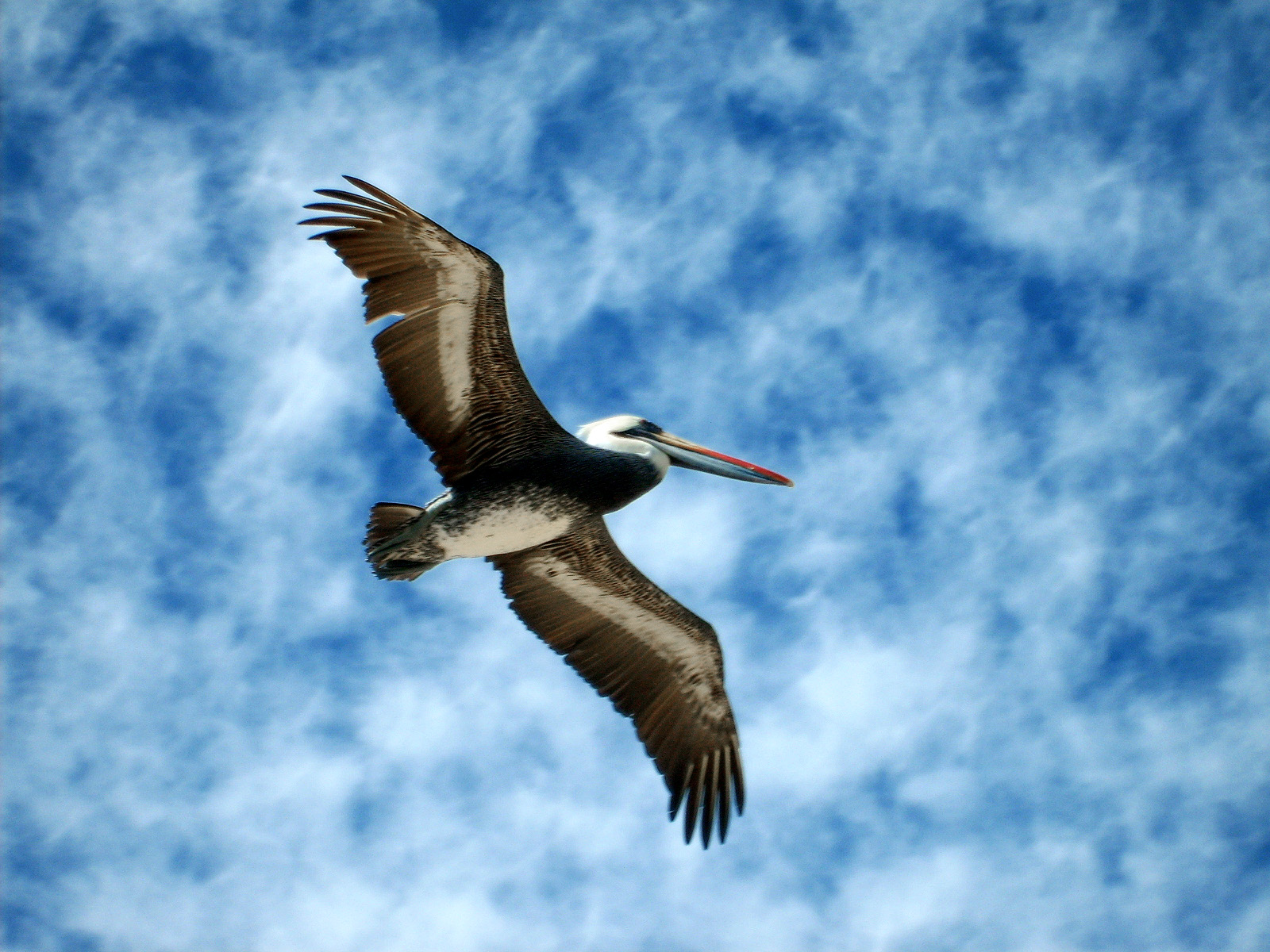
Vitorlázó barna gödény

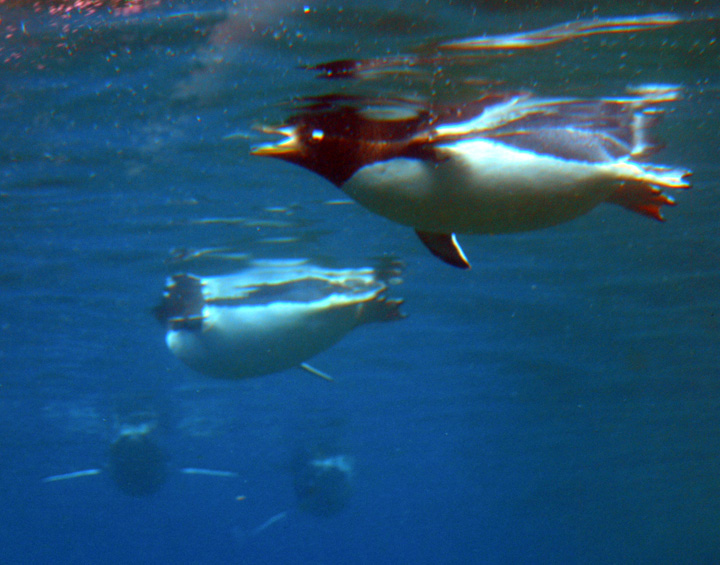
A pingvinek mind a két közegben mozognak

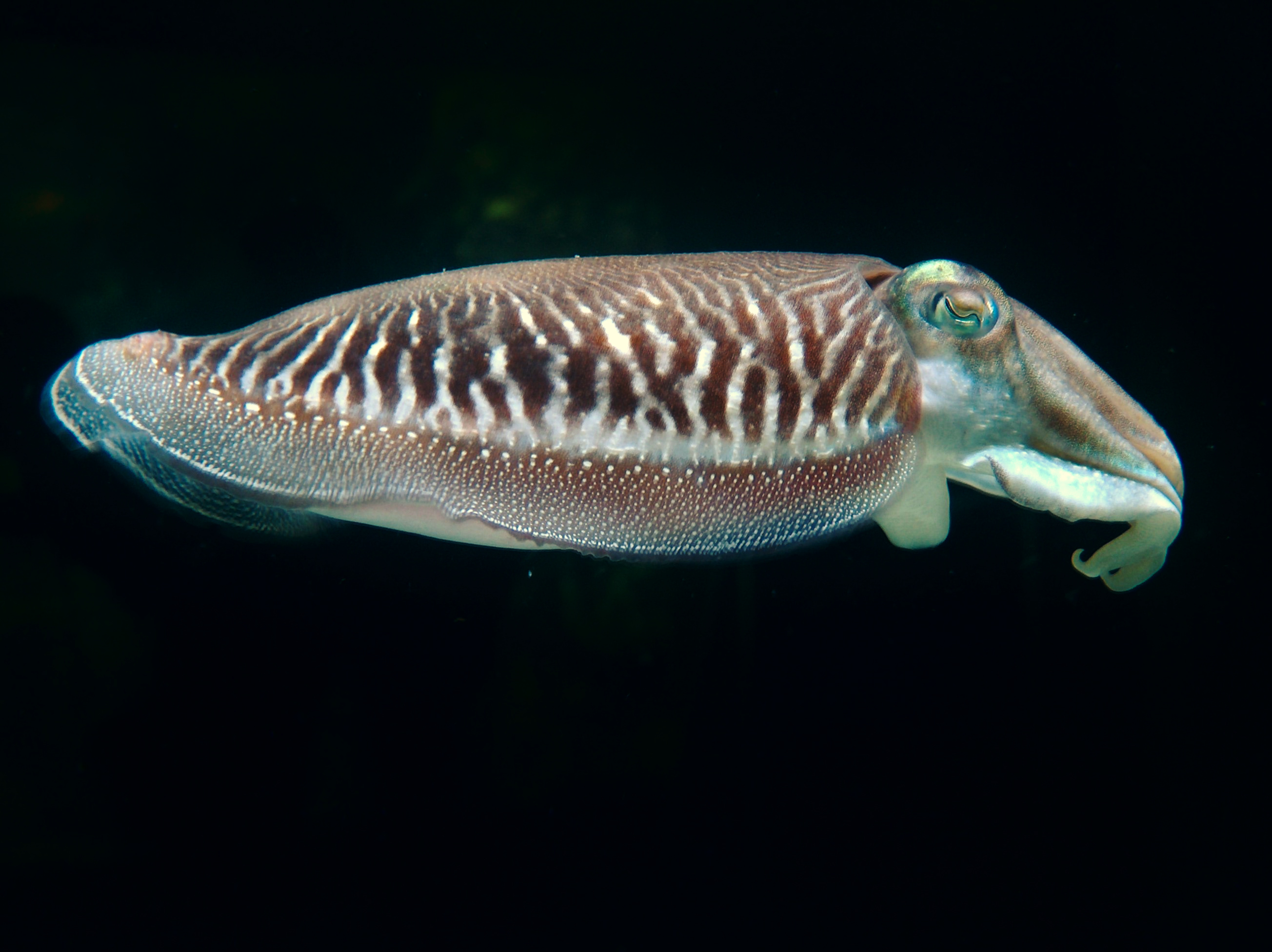
Lökhajtásos tintahal

Amikor egy állat fut, repül, úszik vagy tekereg, szinte minden esetben izomzata és váza segítségével mozog.

### Izmok
A legtöbb állat az izmait használja a mozgáshoz. Az izomszövet összehúzódásra és elernyedésre képes. Az izmok általában párosan helyezkednek el - mozgáskor az egyik összehúzódik, a másik elernyed, ellentétes irányú mozgáskor az első ernyed el, és a második húzódik össze.

### Vázak
Az izmok csak akkor képesek mozogni, ha szilárd alaphoz rögzülnek. A gerincesek esetében ez a csontból vagy porcból álló belső váz. Számos gerinctelennek szilárd külső váza van. Más gerincteleneknél a belső váz szerepét folyadékkal töltött üregek látják el.

## A Futás
A szárazföldi állatok számára a futás a legjobb mód arra, hogy gyorsan eljussanak valahová. Ragadozóknak és zsákmányának egyaránt fontos a hosszú láb és a jó egyensúly.

### Kettő vagy négy lábon?
Az ember és a madarak két lábon futnak, a leggyorsabb szárazföldi állatok azonban mind négylábúak. Ez kétszer akkora tolóerőt és jobb egyensúlyt biztosít nekik. A nagy lábfej lelassítja a mozgást, ezért a gyors macskafélék lábujjhegyen futnak. A lovak és az antilopok kemény patája lehetővé teszi, hogy nagy távolságokat tegyenek meg futva.

## Mászás a magasba
Sok állat teste ahhoz alkalmazkodott, hogy sziklára vagy fára másszon. A magasban védve vannak a ragadozók ellen, és bőséges táplálékforrásokhoz juthatnak.

### Élet a fákon
A fákon élő állatok az elülső és hátulsó lábfejükkel vagy a karmaikkal ragadják meg az ágakat és a fatörzset. A fán lakó majmok keze, lábfeje és ujjai hosszúak. Némelyik madár és gyík lába fogóként szorítja az ágakat. A mókusok éles karmukkal fel-alá futkároznak a fatörzseken.

## Ugrálás
Az ugrálás a mozgás igen gyors módja.
A felhasznált energiát illetően is hatékony.
Az ugrálásra termett állatok hátulsó lába általában hosszú és nagyon izmos.

### Állandó ugrálás
A nyulak, a kenguruk és a békák ugrálva mozognak. Hátulsó lábuk legalább kétszer olyan hosszú, mint az elülső. Lábszáruk és lábfejük különösen hosszú. Az ugrálással igen gyorsan lehet haladni - a vörös kenguru sebessége eléri a 60 km/órát.

## Csúszás-mászás
Hogyan lehet közlekedni láb nélkül - vagy éppen rengeteg lábbal? A földigilisztának, a kígyónak, az ezerlábúaknak és társaiknak mind-mind megvan a maguk módszere.

### Tekergőzés és csúszás
A kígyók és a férgek nem bizonyos testrészeket (lábakat, szárnyakat vagy úszókat) mozgatnak, hanem egész testüket. A férgek úgy haladnak a talajban hogy szűk terekbe préselik magukat, majd lágy testüket kinyújtva alagutat vájnak. A kígyók csontos vázuk miatt nem olyan hajlékonyak, mint a férgek, de alakjuk lehetővé teszi, hogy könnyen mozogjanak szűk helyeken is.

## Repülés
Nem vitás, hogy a madarak a repülés mesterei. Tollas, áramvonalas testüknek, könnyű csontjaiknak és aerodinamikai szempontból is kifogástalan szárnyuknak köszönhetően tökéletesen alkalmazkodtak a levegőben való élethez.

### Szárnyak
A repülőgéphez hasonlóan a madarak szárnyai is olyan alakú, hogy biztosítja a haladáshoz szükséges felhajtóerőt. Mivel a szárny szögben meghajlik, az alatta elhaladó levegő lefelé nyomódik. A szárny felett haladó levegő szinte hozzátapad a szárny felszínéhez, és szintén lefelé mozog. Ez a lefelé irányuló légmozgás tolja felfelé a madarat.

### Szitálás
"Szitáló" mozgással, kevés szárnycsapással lényegében változatlan helyről figyeli a zsákmányt a magasból.

### Keringés a magasban
A szárny csapkodása sok energiát emészt fel, ezért számos madár siklórepüléssel keringve marad fenn a levegőben. A felmelegedő levegő felfelé irányuló áramlást hoz létre. A madarak berepülnek az áramlásba, és szárnycsapások nélkül "meglovagolják" a levegőoszlopot. A felszálló áramlás tetejéről kissé lejjebb siklanak az újabb levegőoszlopig.

## Úszás
A szárazföldi állatok szilárd felületekre támaszkodva hozzák mozgásba a testüket. A tengeri állatoknak a víz ellenében kell testüket előrehajtaniuk. A halak, a pingvinek, a fókák, sőt még a polipok teste is áramvonalas, hogy minél könnyebben hasíthassák a vizet.

### Hogyan úsznak a halak?
A halak a farkukkal úsznak, amelyet erőteljes izmok mozgatnak jobbra-balra. A farok a víznek nyomódva hajtja előre a halat. A farkuszó fokozza a hajtóerőt. A hátúszó, valamint a mellúszók merőlegesen tartják, illetve kormánylapátként irányítják a hal testét.

### Lebegés a vízben
A legtöbb halnak kis léggömbhöz hasonló úszóhólyagja van. Ha a hal fel akar emelkedni, gázzal tölti meg az úszóhólyagot; ha le akar süllyedni, kiüríti. A cápáknak nincs úszóhólyagjuk, ezért ha abbahagyják az úszást, süllyedni kezdenek. Mellúszóik elég merevek, ezért nem tudnak úgy "rálépni a fékre", ahogy más halak.

### Hal vagy emlős?
A cetek (köztük a bálnák és a delfinek) emlősök, tehát közelebbi rokonai a lónak és az embernek, mint a halaknak. A vízi életmód miatt azonban a testük nagyon hasonló a halakéhoz. Hátulsó végtagjuk eltűnt, elülső lábaik pedig mellúszókká alakultak.

### Lökhajtás
A kalmár lökhajtással mozog, amelynek működése a repülőgép hajtóművéhez hasonló. Az állat vizet szív a köpenyüregébe, amely körülveszi testét. Ezután a tölcsérén keresztül nagy nyomású vízsugarat fecskendez ki, amely az ellenkező irányba tolja.

### A sziklás alajzaton
Sok vízben élő állat nem lebeg, hanem a vízfenéken mozog. A lábakkal rendelkező állatok (pl: rákok) ugyanúgy járnak az alajzaton, mint a szárazföldön. A vízben kicsit gyorsabban haladnak, hiszen a felhajtóerő csökkenti a súlyukat.

## Potyautasok
Olyan állatok, amelyek maguk alig mozognak, potyautasként nagy utakat tesznek meg. Egyes útitársak szívesen látott vendégek, mások kevésbé.

### Életre szóló otthon
A korallpolipok és a tengerirózsák egész életük során ugyanazon a helyen tartózkodnak, és elágazó végtagjaikkal vagy tapogatóikkal kapják el a táplálékukat. A tengerimakkok általában kövekhez rögzülnek, de ha tengeriteknősökre vagy cetekre akaszkodnak, mozdulatlanul is nagy távolságokat tehetnek meg.

### Együttélés
Szimbiózisnak nevezzük azt a kapcsolatot két különboző fajhoz tartozó állat között, amely mindkét fél számára hasznos. Az egyik fél általában védelmet nyújt a másiknak, cserébe a táplálékért vagy a tisztogatásért. Az egyébként agresszív állatok megtanulják felismerni segítőkész társukat, és nem bántják.